# スコーパス山
スコーパス山（Mount Scopus - ヘブライ語: הר הצופים、Har HaTsofim、アラビア語: جبل المشارف、Ǧabal al-Mašārif）は、イスラエル、エルサレムの北東に位置する標高826メートルの山である。日本語では「スコーパス山」のほか、「スコパス山」、「スコープス山」、「スコプス山」、あるいは「展望山」などと表記される。スコーパスの名は「展望」、「眺望」を意味するラテン語を由来としており、その名の通りこの山の頂からエルサレム市街を一望できる。周辺は丘陵地で尾根と谷が多く、スコーパス山は聖書に登場するオリーブ山のすぐ北側に位置している。

## 歴史
エルサレムの歴史の中で、スコーパス山はエルサレムを占領しようとする外国軍の陣地としてたびたび使用されてきた。西暦66年からのユダヤ戦争、70年のエルサレム攻囲戦ではオリーブ山と共にローマ帝国軍の拠点となった。また西暦1099年の十字軍によるエルサレム攻囲戦でも同様に、攻撃側の十字軍の拠点となった。
19世紀になって、シオニズムの活動家によってエルサレムにユダヤ人の大学を開設するという運動が起こり、1918年にスコーパス山にヘブライ大学の建設が始まり、1925年に開校した。その後ヘブライ大学は徐々に成長していったが、1948年になってイスラエル独立の気運が高まると、ユダヤ系住民とアラブ系住民の間でしばしば紛争が発生するようになった。1948年4月には、スコーパス山のヘブライ大学付属ハダサー病院に勤務する職員や関係者がアラブ系武装集団に襲撃され、約80名が殺害される事件が発生した（ハダサー医療従事者虐殺事件を参照）。
同じ1948年にイスラエルが独立を宣言し、イスラエル独立戦争（第一次中東戦争）が始まった。結果としてイスラエルは独立に成功し、翌1949年に休戦協定が結ばれたが、この時に東エルサレムを含むヨルダン川西岸地区はヨルダン領となった。スコーパス山のヘブライ大学および病院施設、オリーブ山のユダヤ人墓地は引き続きユダヤ人が通うことが許されたが、スコーパス山はエルサレムのユダヤ人地区（西エルサレム）から切り離された飛び地となっており、またアラブ側、ヨルダン側にも休戦協定に納得していない者も多く、学生や職員は装甲バスでの通勤・通学を余儀なくされた。その後アラブ側が攻勢を強め、1958年にはヨルダン軍の兵士が国連職員とイスラエル警官を殺害するなどしたため、ヘブライ大学のスコーパス山キャンパスも利用が難しくなり、エルサレム市内の別キャンパスに機能を移転した。
1967年の第三次中東戦争でイスラエルがヨルダン川西岸地区を占領したことから、結果としてスコーパス山の飛び地状態は解消され、ヘブライ大学キャンパスも再び使用可能となった。

## 画像

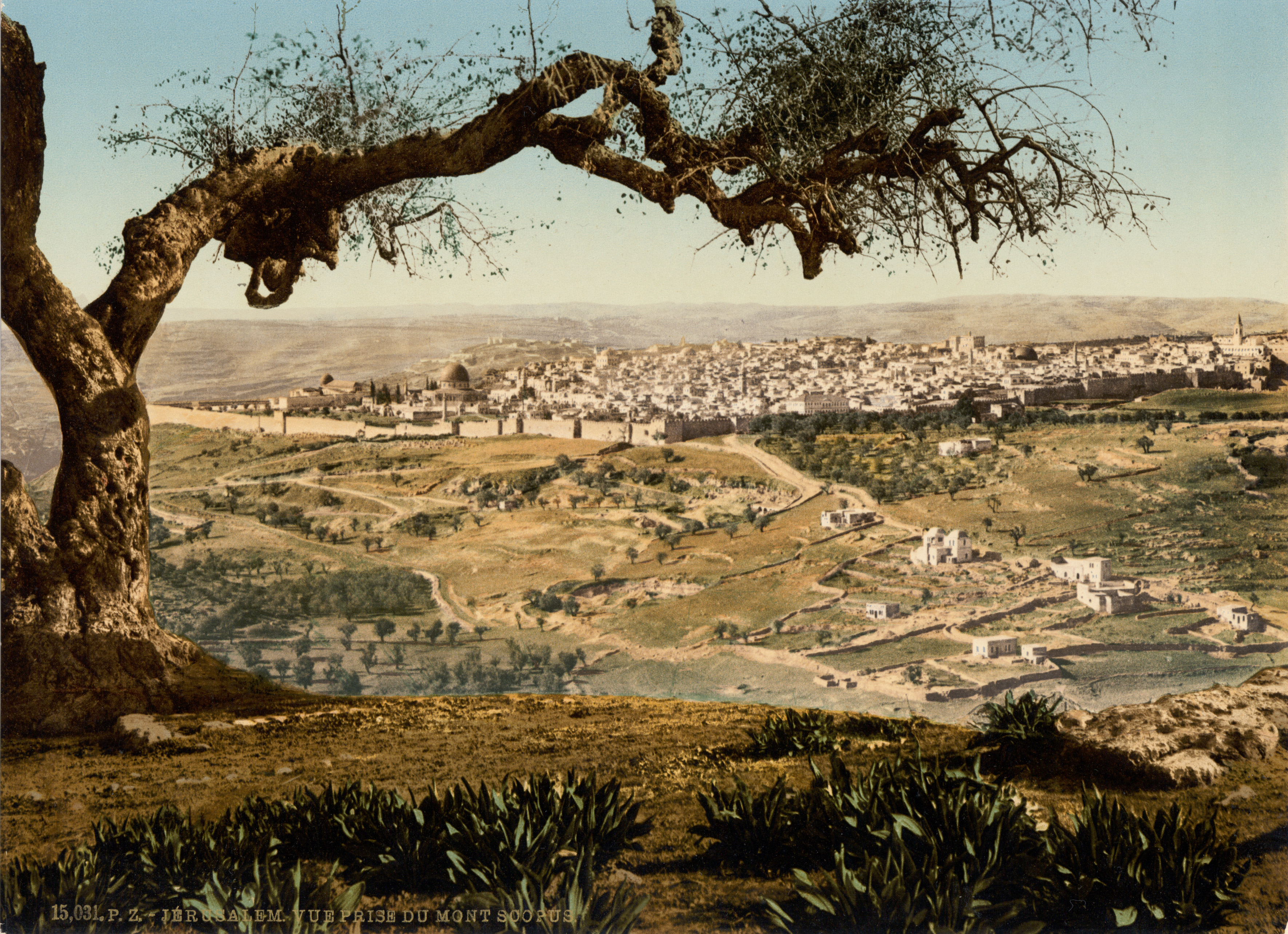
スコーパス山からのエルサレムの眺望、1895年。
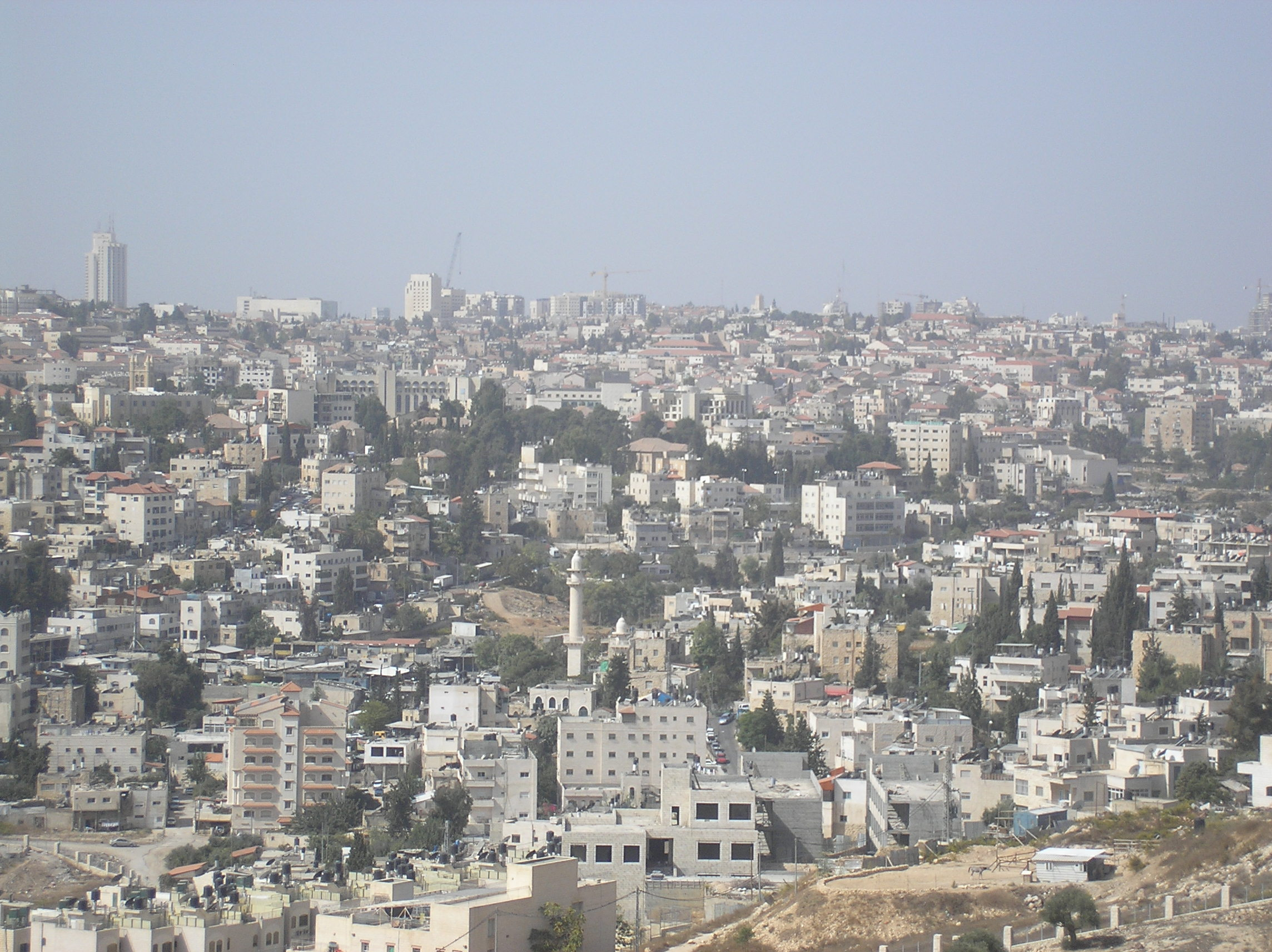
スコーパス山からの西方向の眺望（エルサレム中心部）
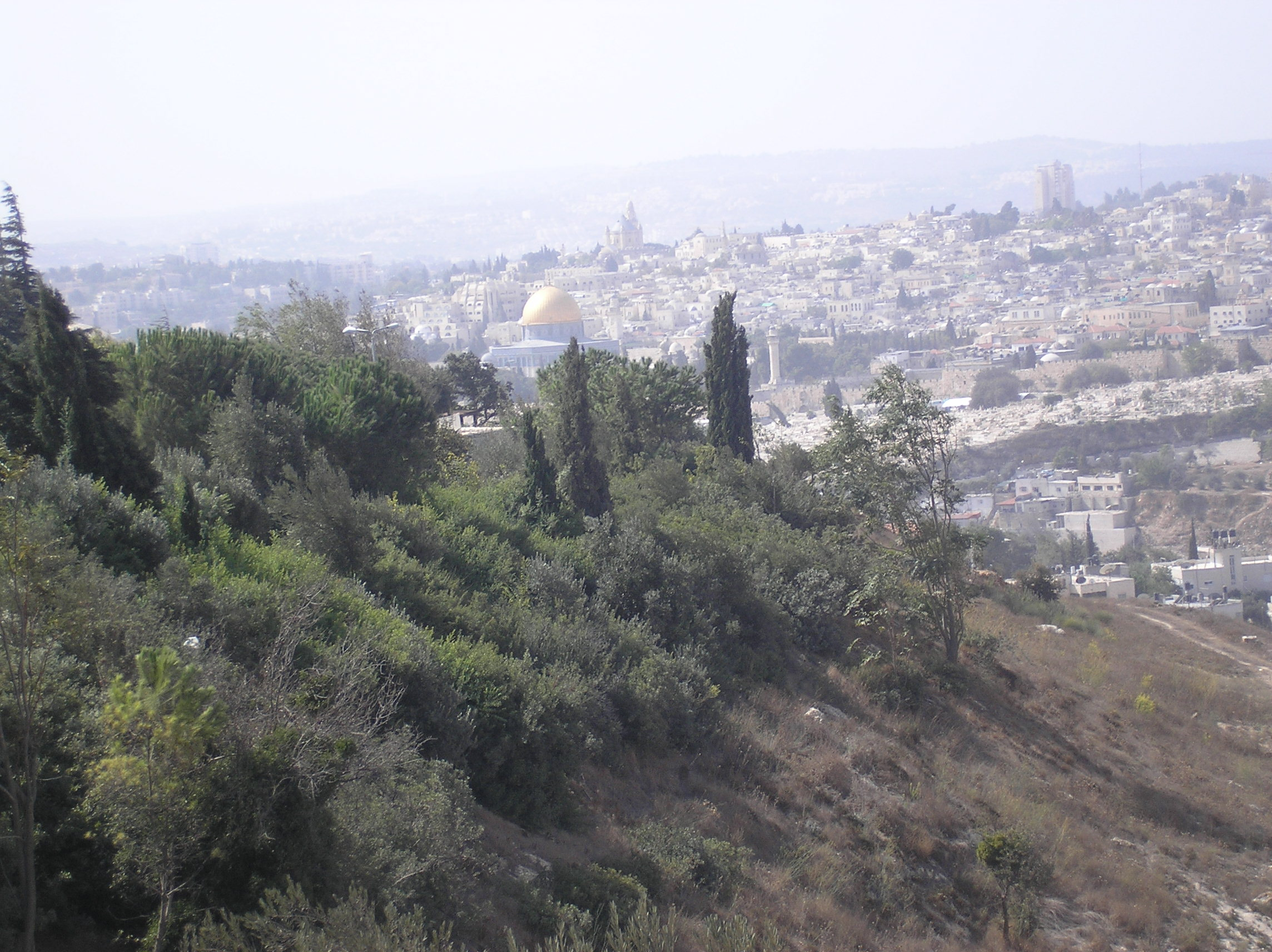
スコーパス山からの南西方向の眺望（オリーブ山、エルサレム旧市街、中央には岩のドームが見えている。）
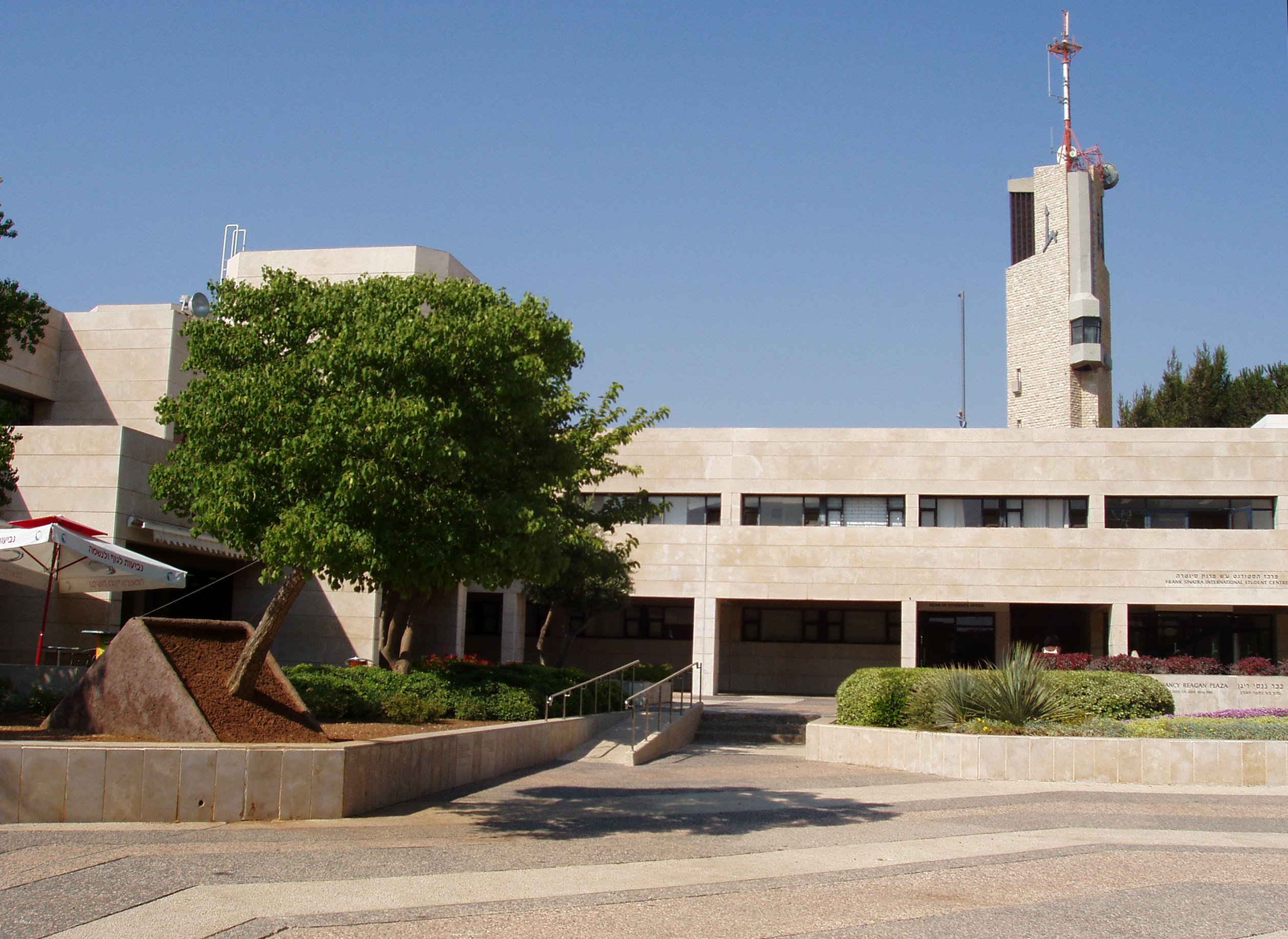
ヘブライ大学
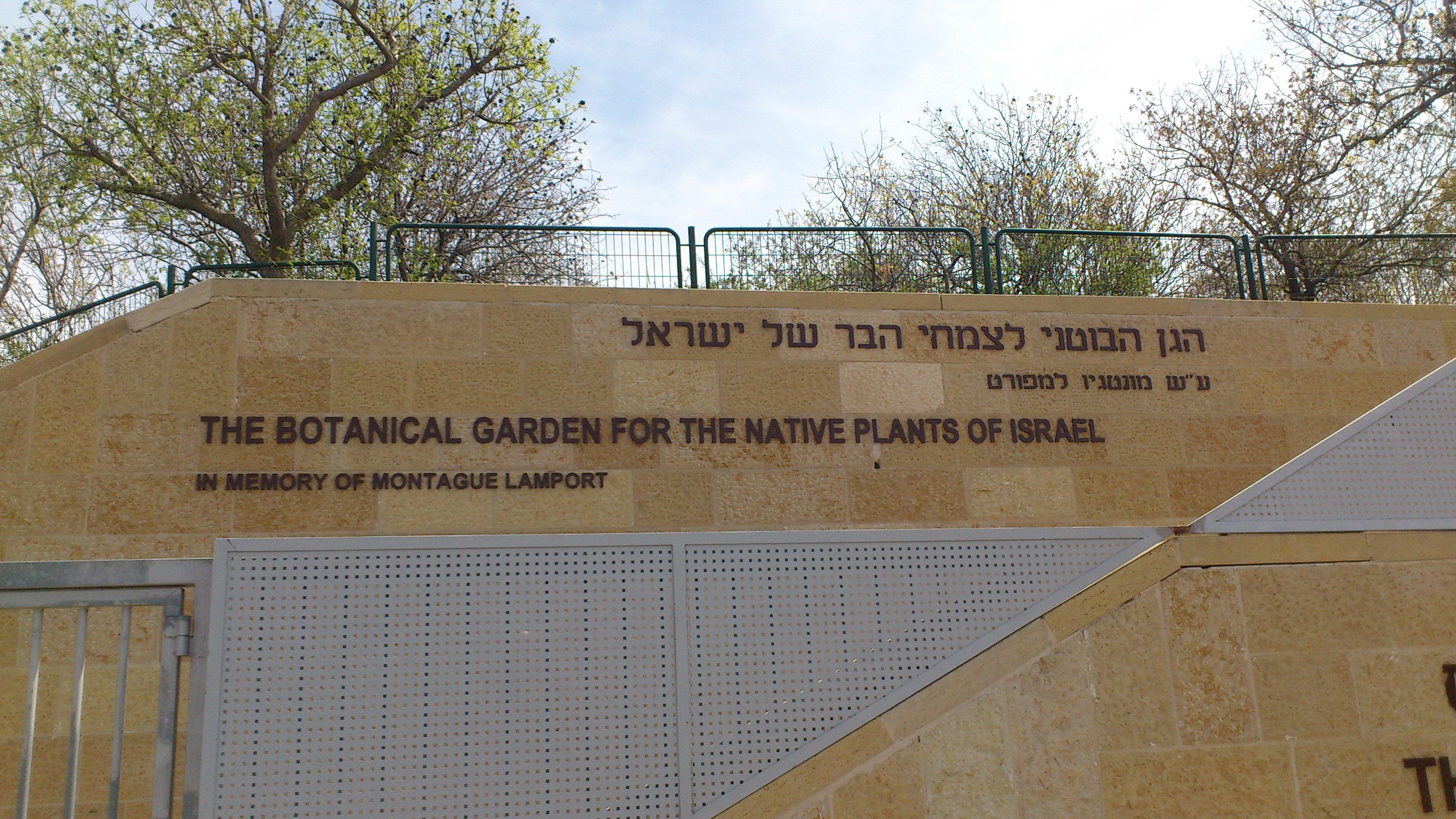
イスラエル国立植物園
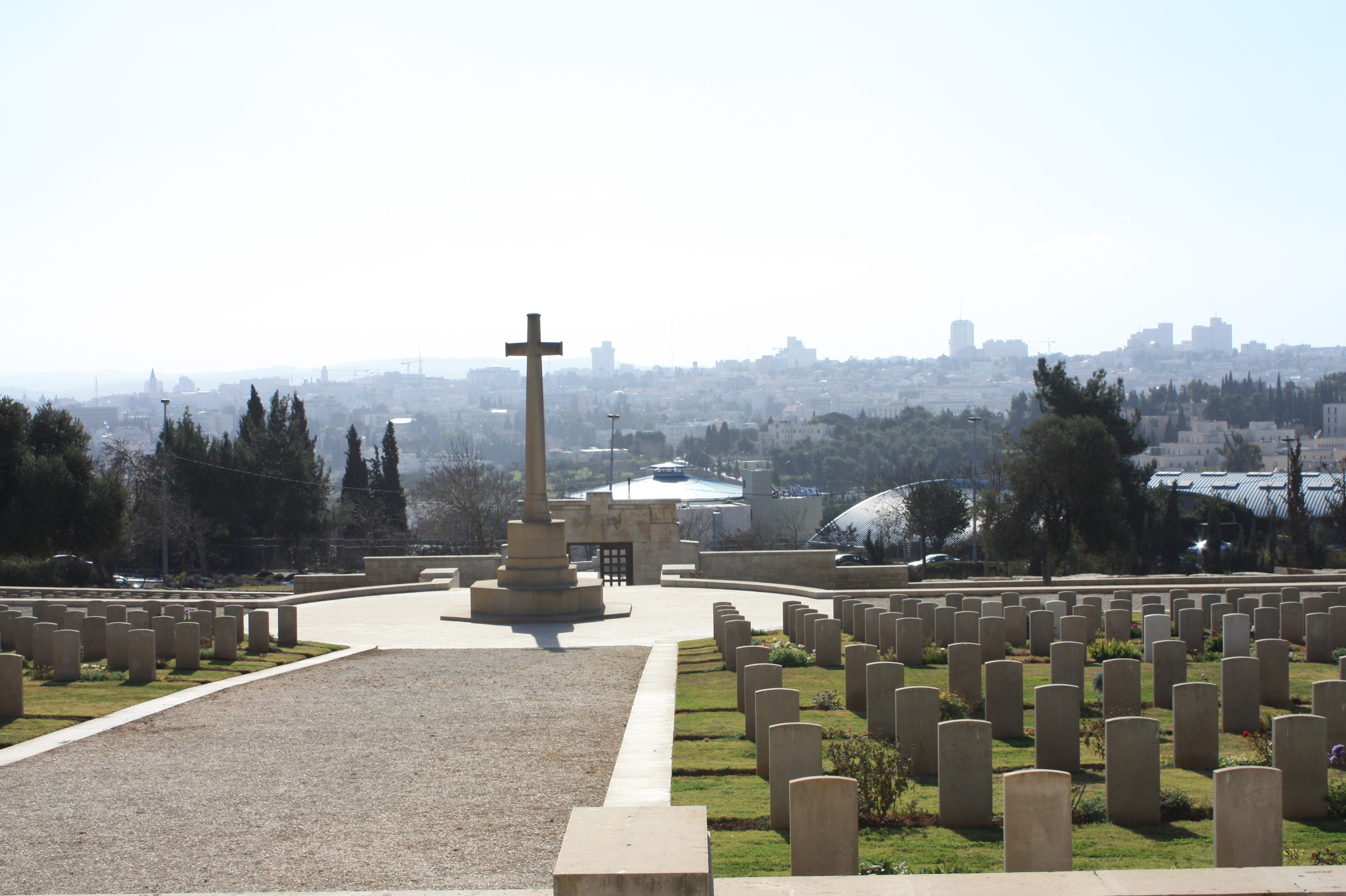
イギリス人戦没者墓地
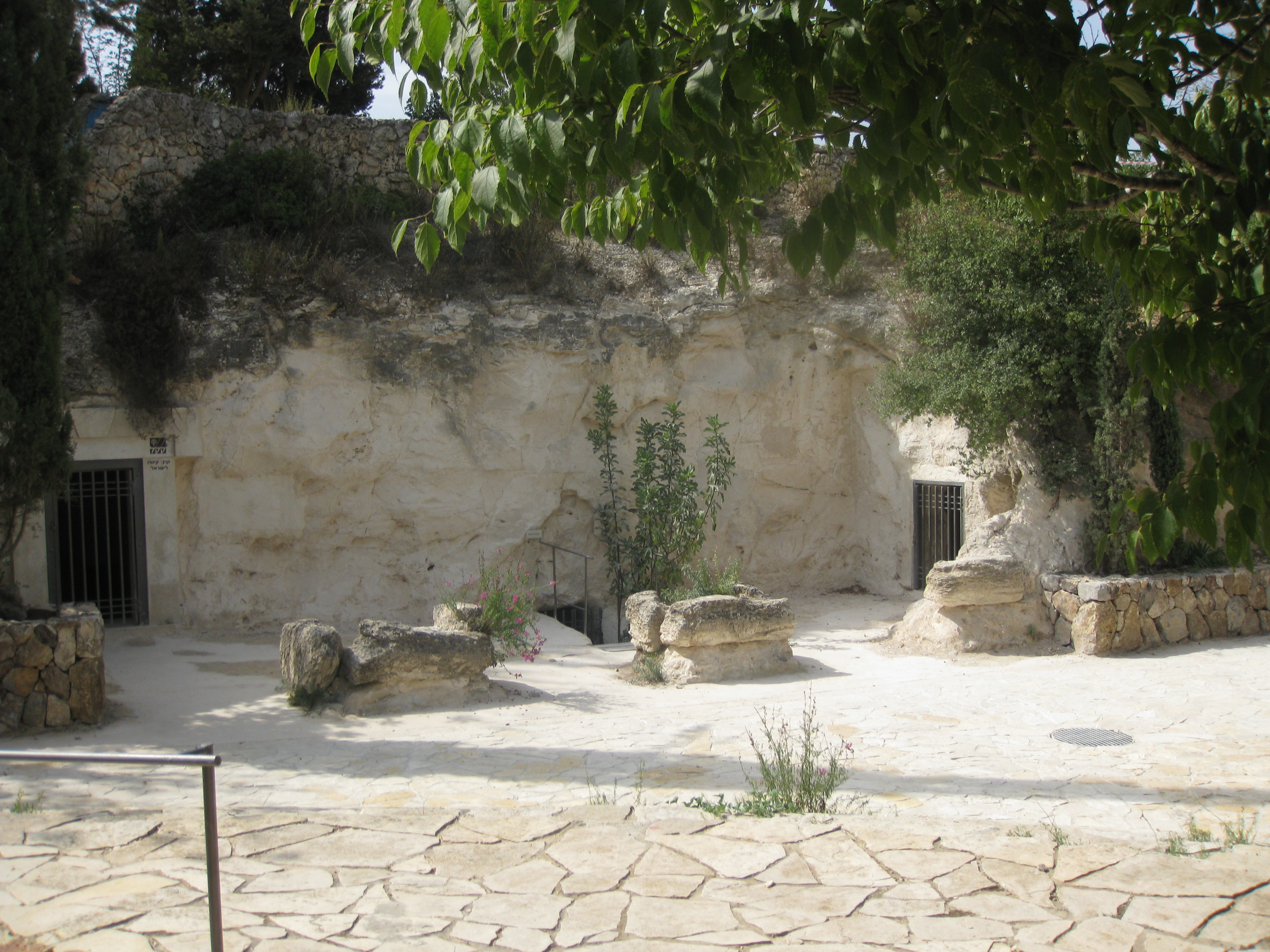
ニカノールの墓
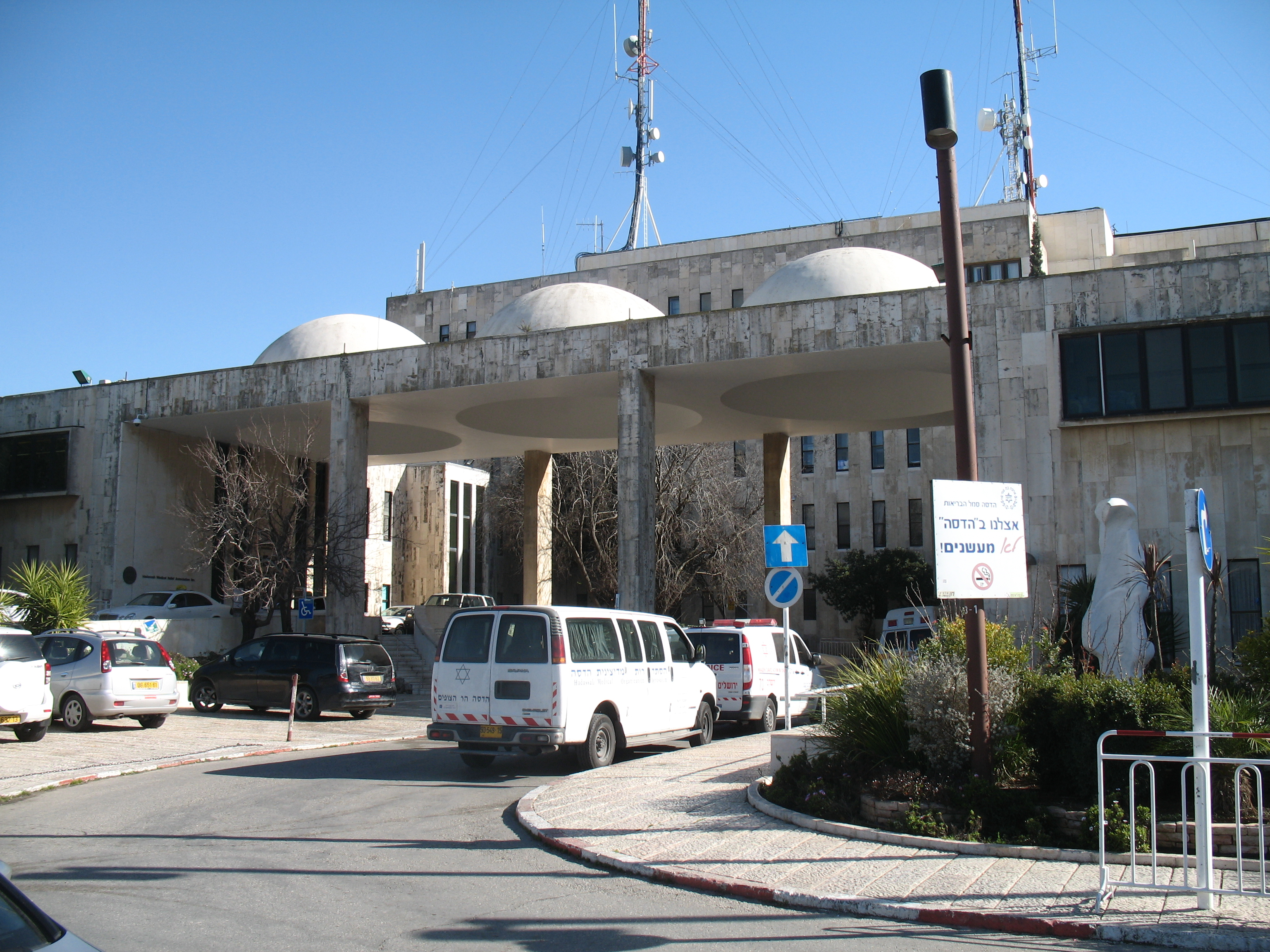
ハダサー病院
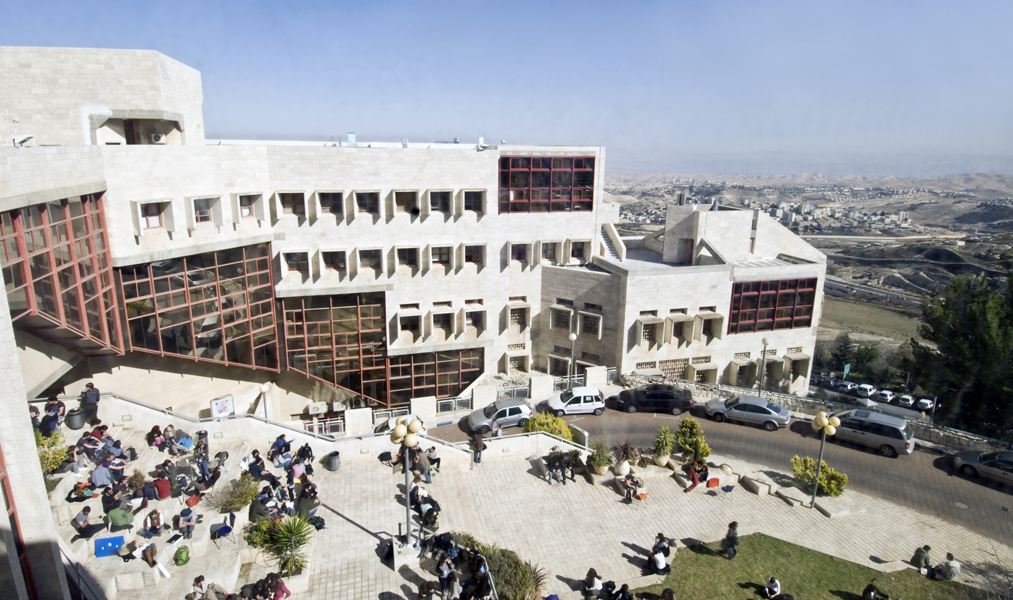
ベツァルエル美術デザイン学院
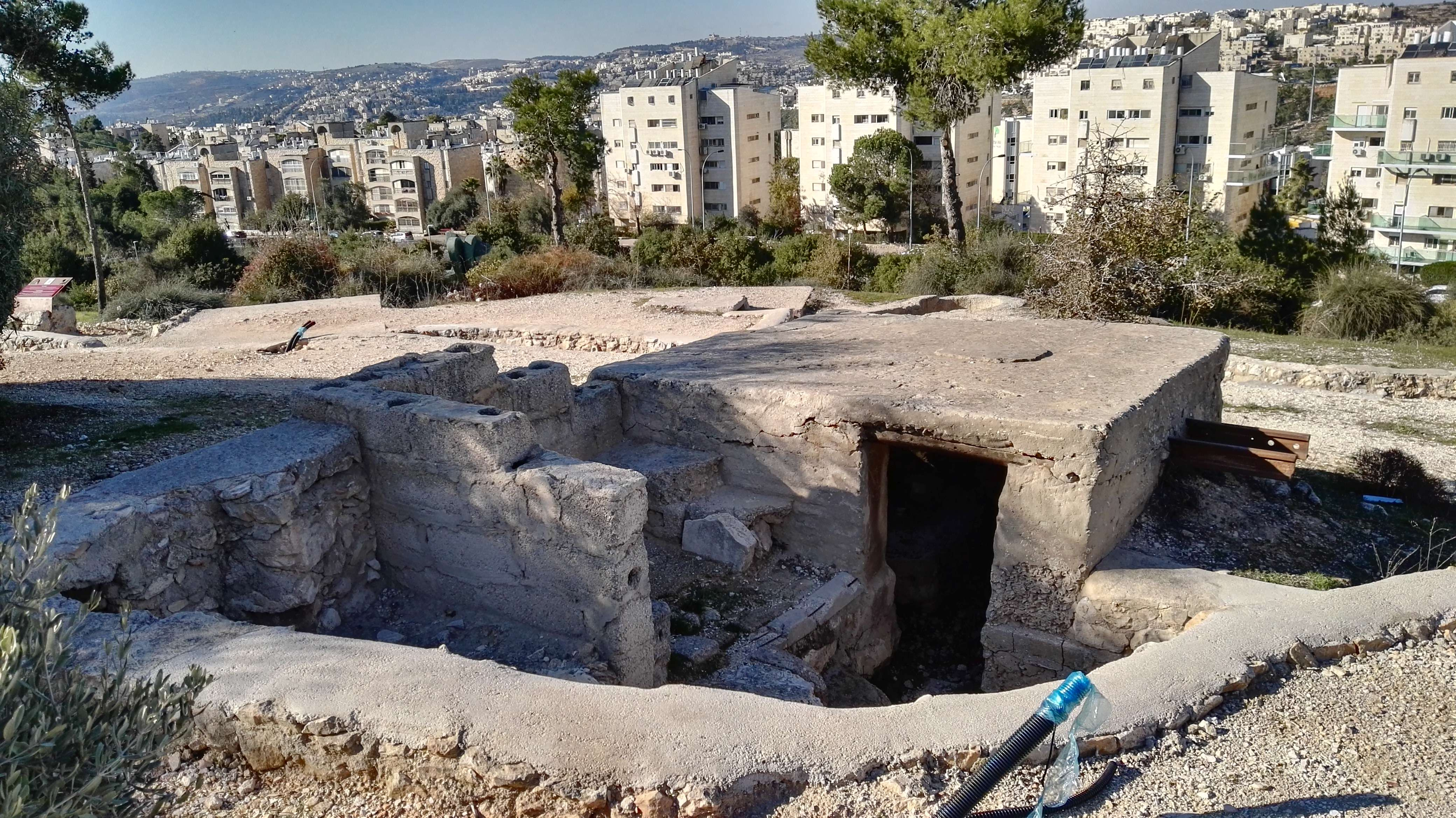
弾薬の丘